# Ghosts of Beirut
Ghosts of Beirut è una serie televisiva israelo-statunitense del 2023 trasmessa dal 19 maggio 2023 sul canale Showtime.
In Italia, la serie viene pubblicata dal 27 luglio 2023 da  Paramount+. 

## Trama
La serie esplora la caccia all'uomo, nella vita reale, del terrorista libanese Imad Mughniyeh dal 1982 alla morte. Mughniyeh fu implicato negli attacchi di Hezbollah a Beirut durante gli anni '80 e '90, fino alla sua morte per mano israeliana nell'esplosione di una bomba a Damasco il 12 febbraio 2008.
La serie include elementi documentari di interviste reali con importanti funzionari della CIA e del Mossad di quegli anni.